# Толстой, Николай Алексеевич (священник)
Николай Алексеевич Толстой — священник Российской православной церкви, Протопресвитер Святого града Иерусалима Мелькитской церкви, служил в традиции Российской католической церкви византийского обряда, журналист, издатель, кандидат богословия.

## Биография
Родился 20 февраля 1867 года в Москве в аристократической семье, принадлежавшей к младшей нетитулованной ветви Толстых, отец - Обер-гофмаршал Алексей Николаевич Толстой (1830 - 1874), мать - Александра Константиновна Губина.
В 1888 году окончил Пажеский корпус, поступил во 2-й Софийский пехотный полк, вскоре оставил военную службу.
По окончании Московской духовной академии со степенью кандидата богословия за сочинение о Евхаристии, под руководством профессора А.П. Лебедева и после женитьбы на Е.И. Гавриловой, от которой впоследствии имел четверых детей,  в 1893 году рукоположен в сан православного священника.
Близко общался с Иоанном Кронштадским, с философом Владимиром Соловьёвым и Елизаветой Волконской. Переписывался с иезуитом российского происхождения Павлом Пирлингом.
Благодаря знакомству с духовенством московского католического храма святого Людовика, при содействии настоятеля аббата Вивьена знакомится в 1891 году с двоюродным братом кардинала Ванутелли, военным капелланом и поборником интереса к Восточной традиции и униатизму доминиканцем Винченцо Ваннутелли (1841 - 1900), на книгу которого, изданную на итальянском языке «Studio religioso sopra la Russia», публикует в 1893 году в журнале Душеполезное чтение рецензию, ставшую его первой журналистской работой.
28 июля 1894 года переходит в Католичество, после чего без уведомления начальства отправляется в заграничное путешествие. Будучи в Вене впервые знакомится с греко-католиками, посещает храм святой Варвары, встречается с митрополитом УГКЦ Сильвестром (Сембратович). В Париже встречается с греко-мелькитским патриархом Григорием II (Grégoire II Joseph Sayyour, 1864 - 1897), которым позднее был принят в юрисдикцию этой церкви.
9 декабря 1894 года принят в Риме папой Львом VIII. Жил в монастыре Гроттаферрата
Патриархом Кириллом VIII (Cyrille VIII Géha, 1902 - 1916) возведен в сан протопресвитера Святого града Иерусалима.
В результате вмешательства Российского министра-резидента в Ватикане А.П. Извольского покидает Италию, живет в Париже, служит в одном из женских монастырей, проявляет себя, как журналист, сотрудничая с газетами и журналами религиозной направленности, пользуется поддержкой ассумпционистов.
22 апреля 1895 года возвращается в Россию, устраивает в своей квартире в доме Соболева во Всеволожском переулке на Остоженке в Москве часовню, где совершает богослужения для группы русских католиков. По инициативе Обер-прокурора К.П. Победоносцева и придворного протопресвитера Иоанна Янышева Святейшим Синодом лишается сана, определяется под надзор полиции, Толстому запрещается покидать Москву.
18 февраля 1896 года присоединил к Католической церкви Владимира Соловьёва и дочь губернатора  княжну Ольгу Васильевну Долгорукову, после чего был вынужден эмигрировать. Выехал через Финляндию в Копенгаген и далее в Рим и Париж, на родине лишен состояния.
В 1897 году женился вторично на Ефимии Челышевой, имел шестерых детей.
В 1899 году жил во Львове, будучи гостем митрополита Андрея (Шептицкого), с которым впоследствии переписывался.
Вернулся в Россию, арестован, выслан в Нижний Новгород, переехал в Сергиев Пасад. С 1902 года ему разрешено поселиться в Москве, где занимался книгоиздательской и журналистской деятельностью, работал в Товариществе И.Д. Сытина, был секретарем журнала «Искры» и газеты «Русское слово». Проживал при католическом храме свв. апп. Петра и Павла в Милютинском переулке в Москве.
С 1908 года издавал журнал «Церковно общественная мысль».
10 сентября 1908 года совершил Акт присоединения к Католической церкви священника Евстафия Сусалева.
В 1910 году написал роман «Цари мира», в котором высмеивал римское духовенство, тогда же в ряде светских изданий опубликовал серию статей с критикой католического клира Санкт-Петербурга и Москвы.
В 1917 году обращался к епископу Цепляку с просьбой о разрешении совершать публичные богослужения в католических храмах.
С 1919 по 1923 год жил в Киеве.
В 1923 - 1928 годы — в Одессе.
17 февраля 1929 года напечатал в газете «Известия» обвинительную статью против польского духовенства. Публично отрекся от сана, работал корректором в типографии, переводчиком в системе Цветметзолото на Урале и на Кавказе, с 1935 года - швейцаром в студенческом общежитии в Киеве.
Проходил свидетелем по групповому делу «Фашистской контрреволюционной организации римско-католического и униатского духовенства на Правобережной Украине в 1935 - 1936 годы».
12 декабря 1937 года арестован в Киеве.
25 января 1938 года по Постановлению Особого Совещания Коллегии НКВД по ст.54-2 и 6, ч. 1 УК УССР приговорен к высшей мере наказания.
4 февраля 1938 года расстрелян.